# Tinker
I Tinker (in italiano "stagnino") sono stati un gruppo canadese di rock alternativo fondato a Montréal nel 1993 da Melissa Auf der Maur e Steve Durand.
La band è stata in attività per due anni prima che la Auf der Maur la lasciasse per unirsi come bassista alle Hole. In seguito gli altri due membri, Durand e Zadorozny, hanno partecipato alle registrazioni dei due album da solista della Auf der Maur Auf der Maur e Out of Our Minds.

## Storia del gruppo

### Formazione, carriera e scioglimento (1993-1994)
Mentre Melissa si stava specializzando in fotografia all'Università Concordia, lavorava come DJ al "Biftec", un bar in Boulevard Saint-Laurent a Montréal. Questo era un punto di incontro per molti musicisti locali, che dopo la chiusura si trattenevano nel locale prove a suonare.
Così Melissa incontrò il chitarrista Steve Durand suo collega di università, ed insieme al batterista Jordon Zadorozny formarono i Tinker nel 1993.
La band stava guadagnando un seguito locale, quando gli Smashing Pumpkins tornarono a Montréal per una data del loro tour. La Auf der Maur chiese in una lettera al leader  Billy Corgan
se la sua band poteva aprire il loro concerto. Corgan accettò e i Tinker fecero il loro più grande concerto al Metropolis il 30 novembre 1993, di fronte a 2500 spettatori.
La band ha realizzato durante la sua breve carriera solo due singoli da 7" Realalie e Green Machine con l'etichetta indipendente Bear Records. Il primo è stato ripreso ed incluso nel primo album da solista di Melissa Auf der Maur del 2004.
Nell'estate del 1994 il gruppo delle Hole, originario di Seattle, stava cercando una bassista dopo la tragica ed improvvisa morte di Kristen Pfaff. Corgan raccomandò a Courtney Love la Auf der Maur per sostituirla. La Love la invitò a Seattle per un'audizione, ma lei inizialmente rifiutò l'offerta.
Melissa non aveva intenzione di entrare in gruppo che aveva già una figura dominante e che considerava piuttosto commerciale. 
Solo su consiglio di suo padre Nick Auf der Maur riconsiderò l'offerta, vinse l'audizione e si unì al gruppo, portando così allo scioglimento dei Tinker.

### Scioglimento delle Hole e contributo adAuf der Maur(2003-2010)
Melissa Auf der Maur ha lasciato le Hole nel 1999 per unirsi agli Smashing Pumpkins, tre anni dopo la band si è sciolta ufficialmente. 
Nel 2003 la Auf der Maur ha chiamato i suoi ex colleghi per unirsi alla sua band in tour e partecipare alle registrazioni del suo primo album da solista Auf der Maur, del quale Durand ha scritto il brano Skin Receiver. 
Questo, scritto nel momento in cui Melissa lasciava la band per unirsi alle Hole, parla di un avvertimento dato ad una ragazza che si imbarca in una avventura pericolosa, lasciandosi tutto alle spalle per fare nuove esperienze. In seguito hanno partecipato anche al secondo album Out of Our Minds, con Zadorozny anche nel ruolo di produttore e Durand anche di coautore di un brano, 1000 Years.

## Discografia
Singoli
- 1994 - Realalie
- 1994 - Green Machine

## Formazione
- Melissa Auf der Maur - voce, basso
- Steve Durand - chitarra, cori
- Jordon Zadorozny - chitarra, batteria, voce
- Alexander MacSween - batteria[8]